# وينتون بلونت
وينتون إم بلونت (بالإنجليزية: Winton M. Blount)‏ (و. 1921 – 2002 م)، عسكري وسياسي وكاتب من الولايات المتحدة الأمريكية. ولد في ألاباما. كان عضوًا في الحزب الجمهوري.
توفي في كارولاينا الشمالية، عن عمر يناهز 81 عاماً. وقد أسس شركة بناء كبيرة وشغل منصب المدير التنفيذي عليها، وهي بلونت إنترناشيونال، ومقرها في مونتغمري، ألباما.
كان بلونت آخر مدير عام لخدمة البريد عندما كان المنصب ضمن مجلس الوزراء الرئاسي.

## جوائز
حصل على جوائز منها:
- الوسام الوطني للعلوم الإنسانية  [لغات أخرى]‏.

## روابط خارجية
- وينتون بلونت على موقع مونزينجر (الألمانية)